# 163e régiment d'artillerie
Le 163e régiment d'artillerie à pied, puis 163e régiment d'artillerie de position, est un régiment d'artillerie de l'armée de terre française.

## Création et différentes dénominations
- 1916 : 163e régiment d'artillerie ;
- 1923 : 163e régiment d'artillerie à pied, en garnison à Metz ;
- 1933 : 163e régiment d'artillerie de position, affecté à la défense de la ligne Maginot, dans la région fortifiée de Metz.
- 1940 : dissolution

## Historique

### Première Guerre mondiale

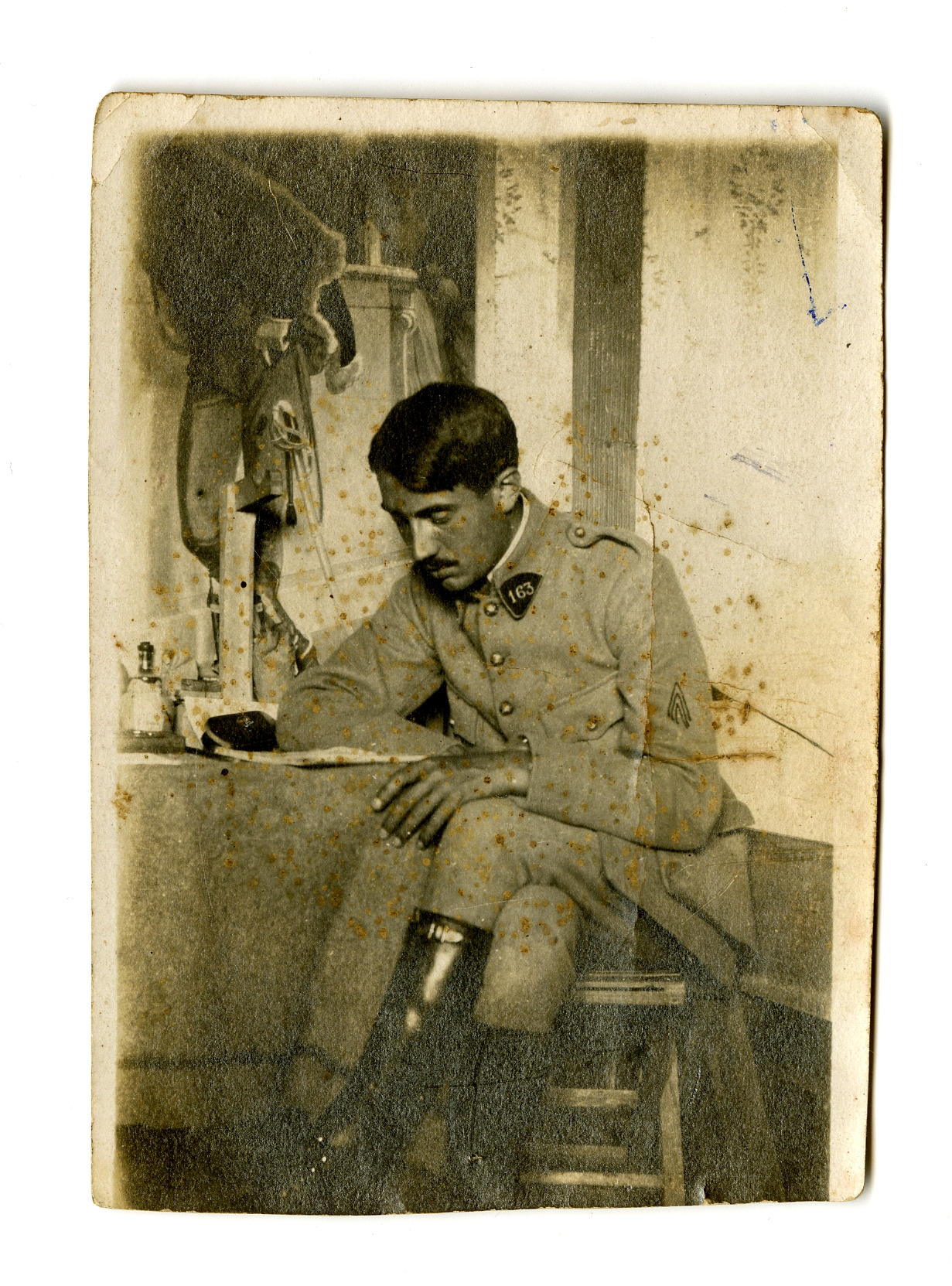
Un membre d'une section de repérage du d'artillerie en 1918 ou 1919.

En 1916 est créé un 163e régiment d'artillerie, qui n'est qu'une structure administrative, composé de « sections de repérage » (SRS) et de « sections de renseignement par observations terrestres » (SROT). mises chacune à la disposition d'un régiment d'artillerie de campagne.
Chaque section comporte deux officiers, 10 sous-officiers (maréchaux des logis et brigadiers) et de 60 à 25 canonniers, le tout subdivisé en quatre « bases » (observatoires) avec un « central » relié par téléphone. La mission de ces sections est d'assurer l'observation et les mesures permettant le réglage de l'artillerie. Les sections sont dissoutes courant 1919.

### Entre-deux-guerres

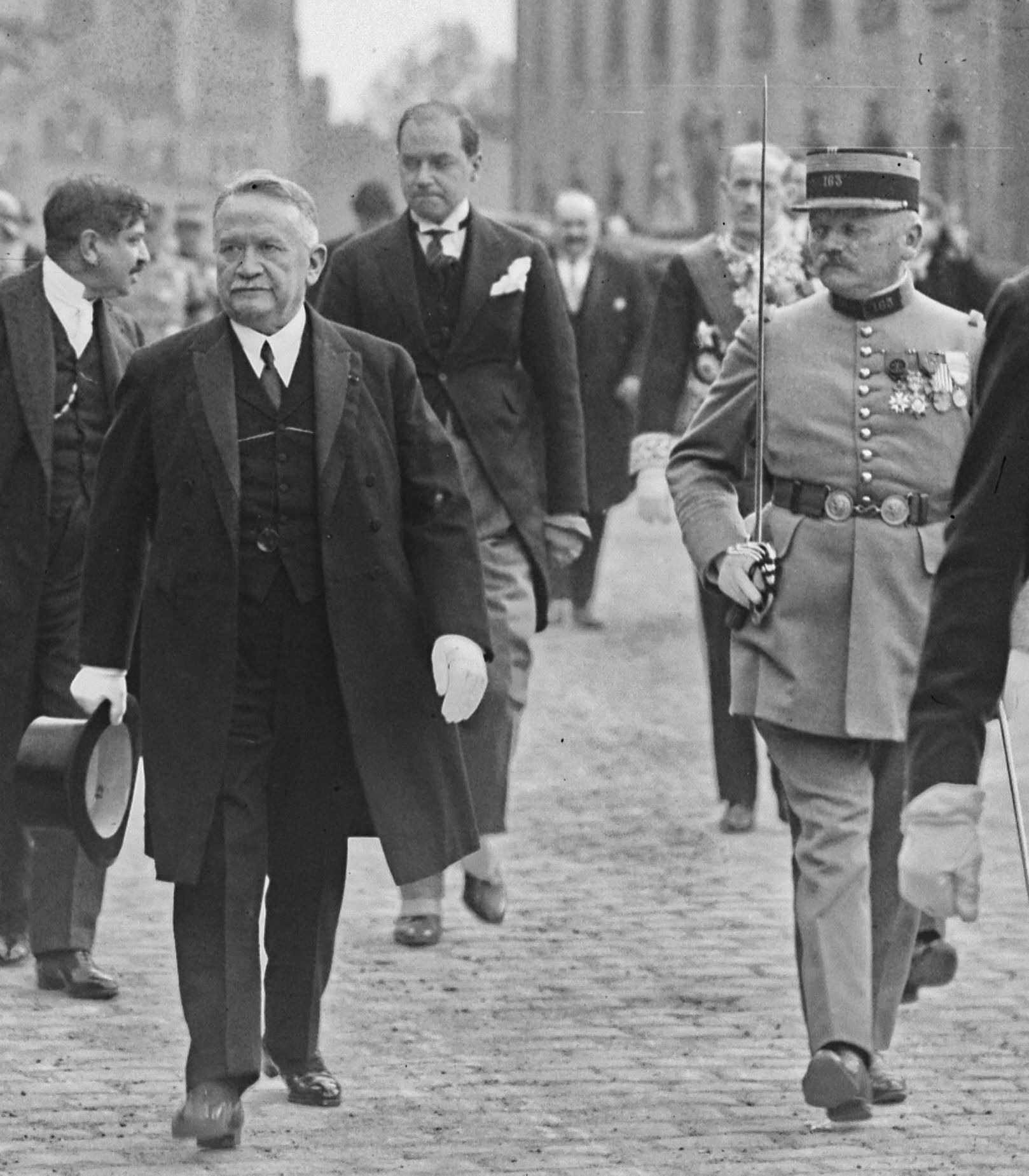
Le colonel du au côté du président Gaston Doumergue lors d'une visite présidentielle le 23 5 1926 à Metz.

Le 163e régiment d'artillerie à pied (RAP) est reconstitué à Metz, au quartier Thomassin, le 10 avril 1923. Il est formé à partir d'éléments du 153e RAP et du 281e RALT, tout en reprenant les traditions du 3e régiment d'artillerie à pied. En 1931, le 163e RAP compte trois groupes armés de mortiers de 280 mm C modèle 1914 Schneider, installés sur plate-forme.
Le 15 avril 1933, le régiment devient un des trois régiments d'artillerie à pied devant assurer le service de l'artillerie de la ligne Maginot. Au sein de la région fortifiée de Metz, deux RAP assurent désormais cette mission : le 151e à l'ouest (caserné à Thionville, responsable du SF de la Crusnes, du SF de Thionville et de la place de Verdun) et le 161e à l'est (caserné à Metz, responsable du SF de Boulay, du SF de Faulquemont et de la place de Metz), chacun à trois groupements.
En juillet 1935, le 163e RAP est regroupé à Moulins-lès-Metz, au quartier Serret, avec des détachements temporaires dans les camps de Veckring, de Bockange et d'Ising. Le 16 mars 1936, le régiment prend le nom de 163e régiment d'artillerie de position, à quatre groupements, un nouveau type d'unités uniquement affecté aux nouvelles fortifications. Le 14 juillet 1937, un détachement de la 6e batterie du 2e groupement (celle affectée à ouvrage du Hackenberg) défile à Paris.

### Seconde Guerre mondiale
Lors de la mobilisation française de 1939, le 163e RAP d'active donne naissance à trois régiments « de formation » (les troupes d'active complétées par les réservistes) : les 153e (SF de Boulay), 163e (SF de Faulquemont) et 165e (place de Metz) RAP, chacun à trois groupements.
Sa dotation d'artillerie au 10 mai 1940 comporte un total de 82 pièces, sans compter l'artillerie des ouvrages :
- 28 canons de 75 mm modèle 1897 ;
- 10 canons de 75 mm modèle 1897 sous casemate ;
- 12 canons de 155 mm C modèle 1915 Saint-Chamond ;
- 16 canons de 155 mm L modèle 1877 de Bange ;
- 12 canons de 155 mm L modèle 1916 Saint-Chamond (en) ;
- 4 canons de 155 mm L modèle 1918 Schneider.

Le 163e RAP stationne pendant la drôle de guerre entre Narbéfontaine et la ferme Steinbach. Le 1er groupement assure l'appui du 156e RIF, avec un groupe de 75 mm et un autre de 155 mm C. Le 2e groupement appuie le 160e RIF avec deux groupes de 75 mm. Le 3e groupement dispose de trois batteries de 155 mm L, tandis que la 10e batterie regroupe la maigre artillerie des ouvrages du secteur : les mortiers de 81 mm de Coume-Annexe Sud et de Laudrefang, ainsi que les casemates de 75 mm type RFM du Bambesch (ACa3), de Stocken (ACa2) et de Teting (ACa1). Le 25 septembre 1939, le 2e groupement est rattaché au SF de Boulay et change donc de régiment.
Le 2e groupement participe en septembre 1939 à l'offensive de la Sarre, au sein de la 42e DI. En mai 1940 se rajoutent deux nouvelles batteries : la 11e et la 21e, armées de canons de 65 mm et de 47 mm comme antichars. Durant la retraite à la fin de la bataille de France, le Ier groupement du 163e RAP fait partie du groupement de Girval et se replie vers les Vosges à partir du 14 juin 1940, avant d'y être capturé le 20 et 21 juin 1940, près de Saint-Dié-des-Vosges (à Gerbéviller).

## Étendard

Dessin du revers de l'étendard du d'artillerie.

L'étendard régimentaire reprend les noms de batailles portés par celui du 3e régiment d'artillerie à pied :
- Corfou 1799
- Saragosse 1809
- Sébastopol 1854-1855
- Puebla 1863
- Verdun 1916
- La Somme 1916